# کوسوموتو اینه
کوسوموتو اینه (楠本 イネ؛ ۳۱ مه ۱۸۲۷ – ۲۷ اوت ۱۹۰۳؛ زادهٔ شی‌ایموتو اینه 失本 稲) پزشک اهل ژاپن بود. او اولین پزشک زن در رشتهٔ پزشکی غربی در ژاپن بود.
او دختر کوسوموتو تاکی، یک کورتزن اهل ناگاساکی و پزشک آلمانی فیلیپ فرانتس فن زیبلد بود که در دِجیما، جزیره‌ای که در دوران انزوای ژاپن از دنیا به خارجی‌ها اختصاص داشت، مشغول به کار بود. اینه همچنین به نام او-اینه و در ادامهٔ زندگی خود به نام ایتوکو (伊篤) شناخته می‌شد. در زبان ژاپنی، او معمولاً به نام اوراندا او-اینه («Dutch O-Ine») شناخته می‌شود که به ارتباطش با دِجیما و آموزش‌های غربی به زبان هلندی اشاره دارد.
فیلیپ فرانتس فن زیبلد در سال ۱۸۲۹ از ژاپن تبعید شد، اما توانست به اینه و مادرش کمک مالی کند و ترتیبی بدهد که دانشجویان و همکارانش از آنها مراقبت کنند. شهرت اینه پس از آن که پزشک غربی شد، افزایش کرد و حمایت داته مونه‌ناری، لرد فئودال را جلب کرد. او در بخش‌های مختلف ژاپن تحت نظر معلمان متعدد تحصیل کرد، که یکی از آنها او را باردار کرد—احتمالاً او را مورد تجاوز جنسی قرار داده بود—که نتیجهٔ آن تولد تنها دخترش بود و او هرگز ازدواج نکرد. پس از پایان دورهٔ انزوای ژاپن، او در توکیو ساکن شد و در زایمان یکی از معشوقه‌های امپراتور میجی در سال ۱۸۷۳ کمک کرد. از زمان مرگش، زندگی اینه سوژه‌ای برای رمان‌ها، نمایش‌نامه‌ها، کمیک‌ها و موزیکال‌ها در ژاپن بوده است.